# Nové Sady
Nové Sady este o comună slovacă, aflată în districtul Nitra din regiunea Nitra. Localitatea se află la altitudinea de 168 m deasupra n.m., se întinde pe o suprafață de 17,47 km2 și în 2017 număra 1.289 de locuitori.

## Istoric
Localitatea Nové Sady este atestată documentar din 1156.

## Demografie
| An:                | 1994 | 2004    | 2014   | 2024   |
| ------------------ | ---- | ------- | ------ | ------ |
| Număr de persoane: | 1992 | 1273    | 1294   | 1312   |
| Diferență:         |      | −36,09% | +1,64% | +1,39% |

| An:                | 2023 | 2024   |
| ------------------ | ---- | ------ |
| Număr de persoane: | 1317 | 1312   |
| Diferență:         |      | −0,37% |